# 衝撃波自励振動
衝撃波自励振動（しょうげきはじれいしんどう）とは遷音速流中の衝撃波と境界層の干渉によって起きる衝撃波の振動現象である。
衝撃波自励振動は外部流、内部流のどちらでも発生することが報告されている。例えば、外部流としては超臨界翼、内部流としては翼・翼列、ディフューザなどにおける振動がある。